# Praia de Gulpiyuri
A praia de Gulpiyuri é uma pequena praia situada ao norte do povo de Naves, a metade do caminho entre Ribadesella e Llanes (Astúrias, Espanha), que foi declarada monumento natural em 26 de dezembro de 2001. Só se pode ter acesso caminhando desde a Praia de San Antolín ou desde Naves e seu isolamento permitiu relativamente boa conservação desta pequena e delicada jóia natural. A profundidade e o tamanho da área de água não permite mais do que poder mergulhar deitado, porem está bem protegida do vento.
Trata-se  de uma pequena praia de mar porem situada terra adentro, entre verdes prados agrícolas. Em uma costa íngreme de rocha calcária, o mar foi criando uma caverna no interior e o fundo da caverna desabou (um fenômeno conhecido como dolina), deixando um pequeno oco circular de uns cinquenta metros (50 m) de diâmetro a cem metros (100 m) da costa do Mar Cantábrico. Este afundamento segue conectado com a costa a água de mar, notando também as marés e proporcionado uma praia de areia fina.